# 澳洲林家灭门案
澳洲林家灭门案于2009年7月18日在澳大利亚新南威尔士州悉尼西北方郊区北艾坪发生，从事报摊生意的中国移民林暋与妻子林云丽、儿子林涵及林涛、小姨子林云彬一家五口人遭杀害，尸体直至翌日才被妹妹林姝发现，而全家唯一的幸存者是案发时在新喀里多尼亚游学的大女儿林珺。
经过长达两年的调查，澳大利亚于2011年5月5日以谋杀罪名逮捕了林姝的丈夫谢连斌。经过数次延宕，案件第三次庭审于2015年12月进行，悬案陪审团出席。谢连斌随后获准保释，案件于2016年重审，陪审团于2017年1月12日以大比分裁定谢连斌犯五项杀人罪。同年2月13日，法庭判处谢连斌五项终身监禁，不得假释。

## 案件
2009年7月18日凌晨，新南威尔士州北艾坪，45岁的报摊老板林暋、43岁的妻子林云丽、12岁的二儿子林涵、9岁的小儿子林涛、39岁的小姨子林云彬被棍棒打死。早上9点，39岁的林暋妹妹林姝觉察到报摊没有开门，于是在丈夫谢连斌的陪同下来到林暋家。两人从没上锁的大门进入屋内，发现了谋杀现场，遂拨打000呼叫救护车。在解释现场状况的时候，林姝無法詳述。随后谢连斌留下林姝在案发现场，去梅里兰兹接林姝的父母林养飞和朱凤琴。警方与医护人员随后赶到现场，当场宣告被害的五人死亡。葬礼于2009年8月8日在悉尼奥林匹克公园举行。

## 调查
警方刑侦人员注意到天花板和地板都有非常明显的血液飞溅痕迹。受害者脸部遭毁容，需要透过法医分析辨别身份。现场没有闯入痕迹，暗示凶手有带钥匙。屋内也没有洗劫或盗窃的模样。从现场情况判断，警方认为凶手十分了解屋子的布局，清楚保险丝的位置，而且选在林珺不在家的时候下手（这一点从凶手没有进她房间判断）。法医判断嫌犯在一开始使用锤子状的物件犯案，这个锤子在审判中据称是从一家折扣店购买的。除此之外，五名死者有四人存在窒息迹象。现场出现24个明显的血鞋印，尺码为美国码8.5到10.5，证明凶手单独作案。
15岁的大女儿林珺参加学校切尔滕纳姆女子高中组织的新喀里多尼亚游学，成为全家唯一幸免于难的人。林珺后来看Facebook才了解到家人遇害。案发后，爷爷林养飞和奶奶朱凤琴成为她的法定监护人，三人继续经营林暋留下的报摊。林珺后来表示自己当时经常遭到谢连斌性虐待。
案发一个月后，本那比特勤队（Strike Force Norburn）参与协调调查工作。2010年5月，新南威尔士州犯罪委员会（NSW Crime Commission）向朱凤琴表示现场鞋印出自一双亚瑟士运动鞋。警方对谢连斌进行长达半年的视频监视，结果发现谢连斌将一双9.5码亚瑟士运动鞋的鞋盒剪碎，沖进马桶。而在案发当天早上，谢连斌清洗了自家车库。法医人员到谢连斌家搜查，在车库的地板上发现了一个污点，皇家检察官称是血迹。之后经过美国公司Cybergenetics分析，证实血液带有五名遇害者中四人的DNA。

## 审判
经过深入调查，2011年5月5日上午9时许，谢连斌在北艾坪家被捕，2012年12月19日受审。正式审理定于2013年9月进行，以等待部分证物的基因检测结果。谈及犯案动机，当局表示，2006年，在中国担任耳鼻喉科医生的谢连斌移居澳大利亚墨尔本，在当地开了一家餐馆，但因为生意不佳结业，其后搬到悉尼。谢连斌眼看妻子哥哥一家过着不错的生活，觉得脸上无光，内心也感到失落，于是有了杀人念头。与此同时，谢连斌看上了外甥女林珺。而根据《羊城晚报》报道，谢连斌1981年考上广州医学院（现广州医科大学）临床专业，1986年分配至广州医学院第一附属医院耳鼻喉科，后辞职下海经商，做起了摩托车配件生意，期间认识林姝，结婚后于2001年移民澳大利亚。据谢连斌朋友透露，谢连斌移民后曾几次回广州，期间看到昔日的同学或是走上领导岗位，或是成为医院的骨干，心理失衡，估计是这样对亲人痛下杀手。
2013年7月22日，新南威尔士最高法院宣布将开庭时间延后到2014年3月17日，相关安排得到控辩双方同意，具体原因不得而知。2014年5月20日至21日，林养飞在最高法院表示自己得知五位亲人遇害非常害怕。
第二次庭审于2014年8月开始，后因庭审法官出现健康问题宣布推迟。案件到2015年2月继续开庭，法庭不允许谢连斌在开庭前保释，谢连斌也表示不认罪。谢连斌的辩护律师称被害人身上的伤表明凶手不止一位。2015年12月1日，经过九个月的审判和11天合议，12名陪审员递交了两份说明，表示无法达成定罪判断。首席法官伊丽莎白·富勒顿（Justice Elizabeth Fullerton）表示可以接受12比1的大比分裁决时，陪审团仍无法达成共识。富勒顿于当天正式解散陪审团。重审日期随后被定为2016年8月。谢连斌于2015年12月8日获准假释。
终审于2016年6月在悉尼进行。和之前的庭审一样，陪审团无法达成一致裁决，富勒顿法官建议法院按照11比1的大比分进行裁决。2017年1月12日，评审团裁定谢连斌犯有五项谋杀罪，全部罪名成立。2017年2月13日，法庭判处谢连斌五项终身监禁，不得假释。2021年2月，谢连斌的上诉被驳回。